# 두라 국제경기장
도라 국제경기장(아랍어: استاد الدورة الدولي, 영어: Dora International Stadium)은 팔레스타인 헤브론에 있는 18,000명을 수용할 수 있는 다목적 경기장이다.